# Ивановка (Житомирский район)
Ива́новка (укр. Іванівка) — село на Украине, основано в 1908 году, находится в Житомирском районе Житомирской области.
Код КОАТУУ — 1822083001. Население по переписи 2001 года составляет 1637 человек. Почтовый индекс — 12415. Телефонный код — 412. Занимает площадь 1,811 км².

## История
В 1946 году указом ПВС УССР село Янушевичи переименовано в Ивановку.

## Адрес местного совета
12415, Житомирская область, Житомирский р-н, с. Ивановка, ул. Островского